# ルイス・S・C・スマイス
ルイス・S・C・スマイス (Lewis Strong Casey Smythe, 1901年1月31日 - 1978年 ) は、アメリカ合衆国の宣教師。中華民国に派遣された。南京戦時に発生したとされる南京事件に関する調査、報告書でも知られる。

## 経歴
1901年、ワシントンD.C.で誕生。1923年、ドレイク大学卒業。在学中に南京生まれのマーガレット・ガレットと結婚。1928年シカゴ大学で社会学博士号取得。同年、United Christian Mission Society（連合宣教会）から支援を受けて南京金陵大学の社会学教授に就任、1951年まで務めた。
1937年12月の南京戦時には南京安全区国際委員会秘書となり、12月14日から翌年2月10日までの記録『南京地区における戦争被害 ― 1937年12月から1938年3月・都市および農村調査 』 (War Damage in Nanking Area, Dec.1937 to March 1938,Urban and Rural Surveys ) を残し、南京事件(南京大虐殺)に関する記録もある。
彼はコピーの残るタイプライターを使っていたため、この当時友人･知人･家族に出した手紙の原文だけでなく、日本を含む大使館関係者に出した手紙のコピーまで、イェール大学神学部図書館(Divinity Library)の"南京大虐殺資料プロジェクト"(The Nanking Massacre Archival Project)で収集され、PDF公開されている。そのうちの家族への私信は、しばしば日本人論者によって、その中のわずかな数の都合の良い箇所が抜き出されて、南京で残虐事件がなかったかのように利用されるが、実際には、それ以外は１ページ約5800字は打てるように思われるタイプライターで日記体形式にて4ページ目途中の1937年12月14日部分から最後の29ページ目までほとんどギッシリと南京での日本軍の残虐行為を伝えたものである。（なお、これに関連して、アメリカ人で虐殺を見た者は無いと主張されることもあるが、外国人らは南京の国際安全区に事実上押し込められており、そこでの虐殺は日本軍は避けていたため、外国人らは死体は見ても虐殺現場そのものを目撃することはほとんど無かったものの、それでも実際にはニューヨークタイムズのダーディン記者、シカゴディリーニューズのスティール記者については虐殺現場を目撃している。）
戦後の極東国際軍事裁判では南京事件の証人として供述した。
その後中国の社会変動についての書籍や論文を発表し、組織へのアドバイザーとして活躍した。

## スマイス調査
スマイスの調査『南京地区における戦争被害 ― 1937年12月から1938年3月・都市および農村調査 』 (War Damage in Nanking Area, Dec.1937 to March 1938,Urban and Rural Surveys )では、南京市部の家族調査などの市部調査と江浦県、江寧県、句容県、溧水県、六合県の農村部と市場などの農業調査を実施して取りまとめた。秦郁彦や笠原十九司らはスマイス調査は一般民間人の犠牲者の人数が推定できる貴重かつ重要な一次資料と評価している。
犠牲者
笠原の解釈では、スマイス調査によると、市部（南京城区)の一般市民の不法殺害は2400人、男性で日本軍に拉致されて殺された市民が4200人と算出した。城内と城壁周辺の埋葬資料調査からの推測で市部でおそらく12000人の民間人が殺害されたと予測。近郊区の農村地域における被害者数は26,870人と算出した。
中国社会科学院近代史研究所「抗日戦争研究」編集長の栄維木の解釈では、スマイス調査では、日本軍の虐殺による死亡者数は30,950人で、民間人が 1 千人当たり29人死亡 し、7世帯毎に1人が殺害され、女性犠牲者4,380人の83%が 45 歳以上であった。

## 関連する映画
2007年の映画「南京」でスティーヴン・ドーフがスマイス役を演じた。